# Paracontias fasika
Paracontias fasika is een soort pootloze hagedis uit de familie skinken die voorkomt op Madagaskar.

## Naam en indeling
De soort werd voor het eerst wetenschappelijk beschreven door Jörn Köhler, Miguel Vences, Martina Erbacher en Frank Glaw in 2010. Later werd de naam Paracontias hildebrandti gebruikt.
De soortaanduiding "fasika" is Malagassisch voor "zand". Het is een verwijzing naar het leefgebied van de soort.

## Verspreidingsgebied
Paracontias fasika komt voor in delen van het Afrikaanse eiland Madagaskar, en alleen in het uiterste noorden van het eiland. De skink is slechts van één plaats bekend, namelijk in Forêt d'Orangea op een hoogte van 10 meter boven zeeniveau. Vermoedelijk komt het dier alleen daar voor en is zijn totale leefgebied kleiner dan 100 km². Het natuurlijke leefgebied staat onder druk van houtkap voor houtskool en om nieuwe landbouwgebieden te creëren. Hierdoor is de waarschijnlijk al vrij kleine populatie sterk bedreigd. Door de internationale natuurbeschermingsorganisatie IUCN is de beschermingsstatus 'ernstig bedreigd' toegewezen (Critically Endangered of CR).

## Habitat
Paracontias fasika leeft in struikachtige gebieden op zandgronden. Hij leeft op de bodem, dit in tegenstelling tot andere soorten uit dit geslacht in zijn leefgebied; die hebben een eerder gravend bestaan.